# Departement Beni
Beni je název bolivijského departementu. Nachází v severovýchodní části země, sousesedí s Brazílií (spolkový stát Rondônia) a departementy Santa Cruz, Cochabamba, La Paz a Pando. Jeho rozloha je 213 564 km² a počet obyvatel přibližně 477 tisíc. Sestává z 8 provincií, které se dále dělí na 19 municipalit. Pojmenování územního celku je odvozeno z názvu stejnojmenné řeky Beni. Největším městem a správním střediskem je Trinidad. 
Území departementu je z drtivé většiny rovinaté s řadou řek, jezer a močálů. Rozšířené zde jsou vlhké savany, zasahuje sem i amazonský deštný les. V deštivém období (mezi prosincem a květnem) je rozlohlé plochy zatopené vodou, proto se zde mimo jiné vyskytuje tzv. galeriový les. Celé území patří do povodí Amazonky, respektive jejího přítoku Madeira. 

## Fotogalerie

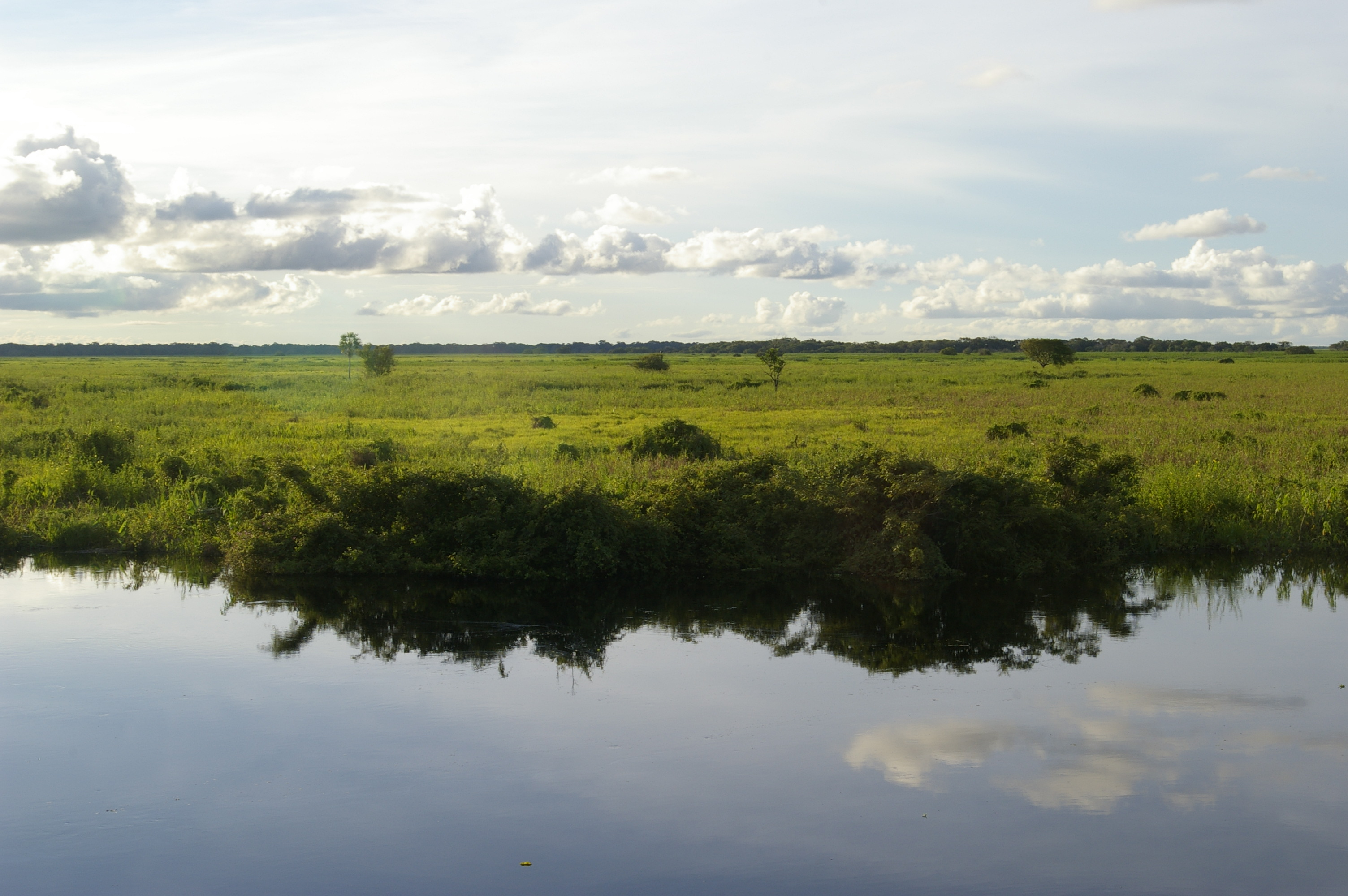
zdejší savana
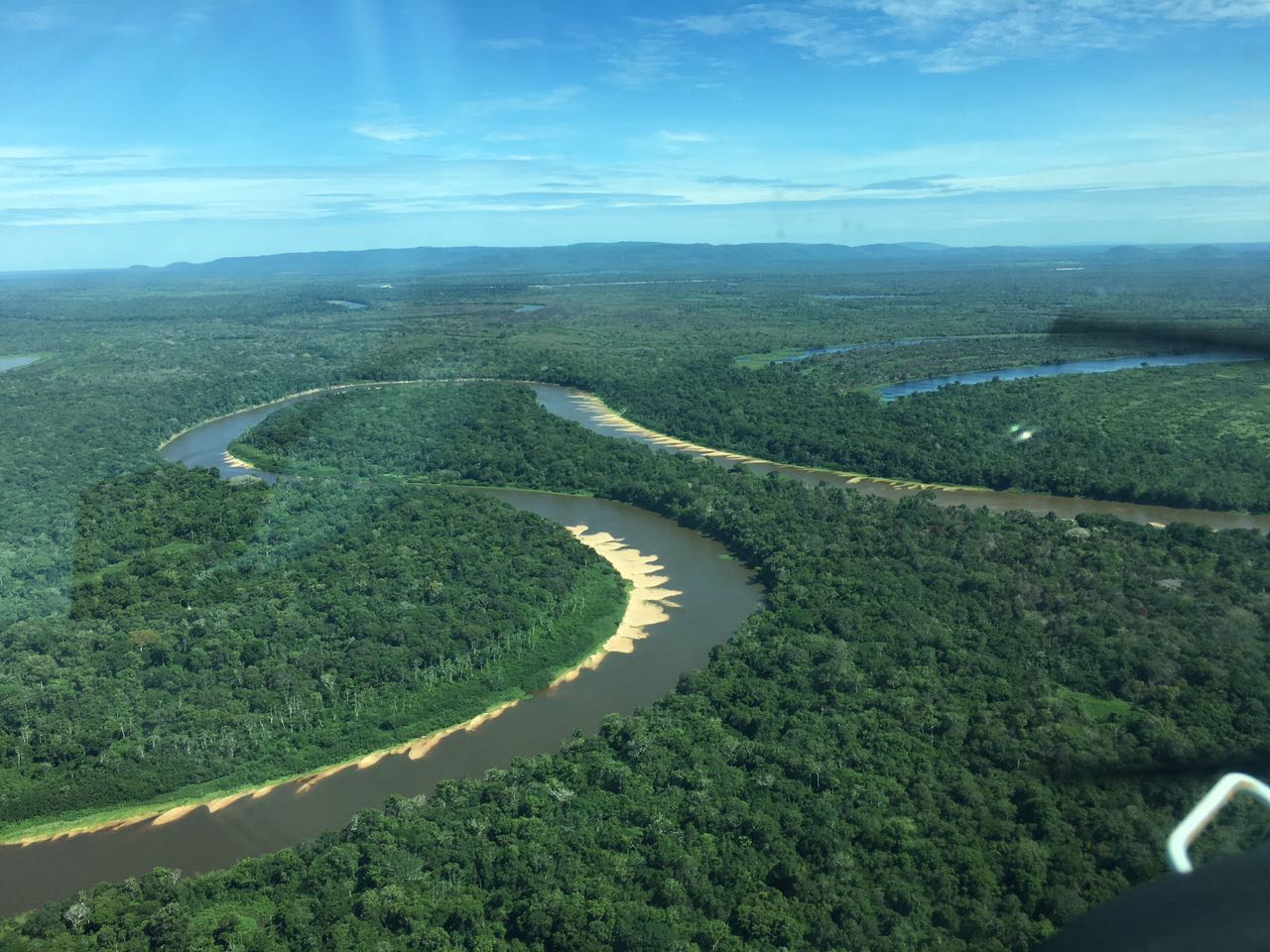
řeka Blanco
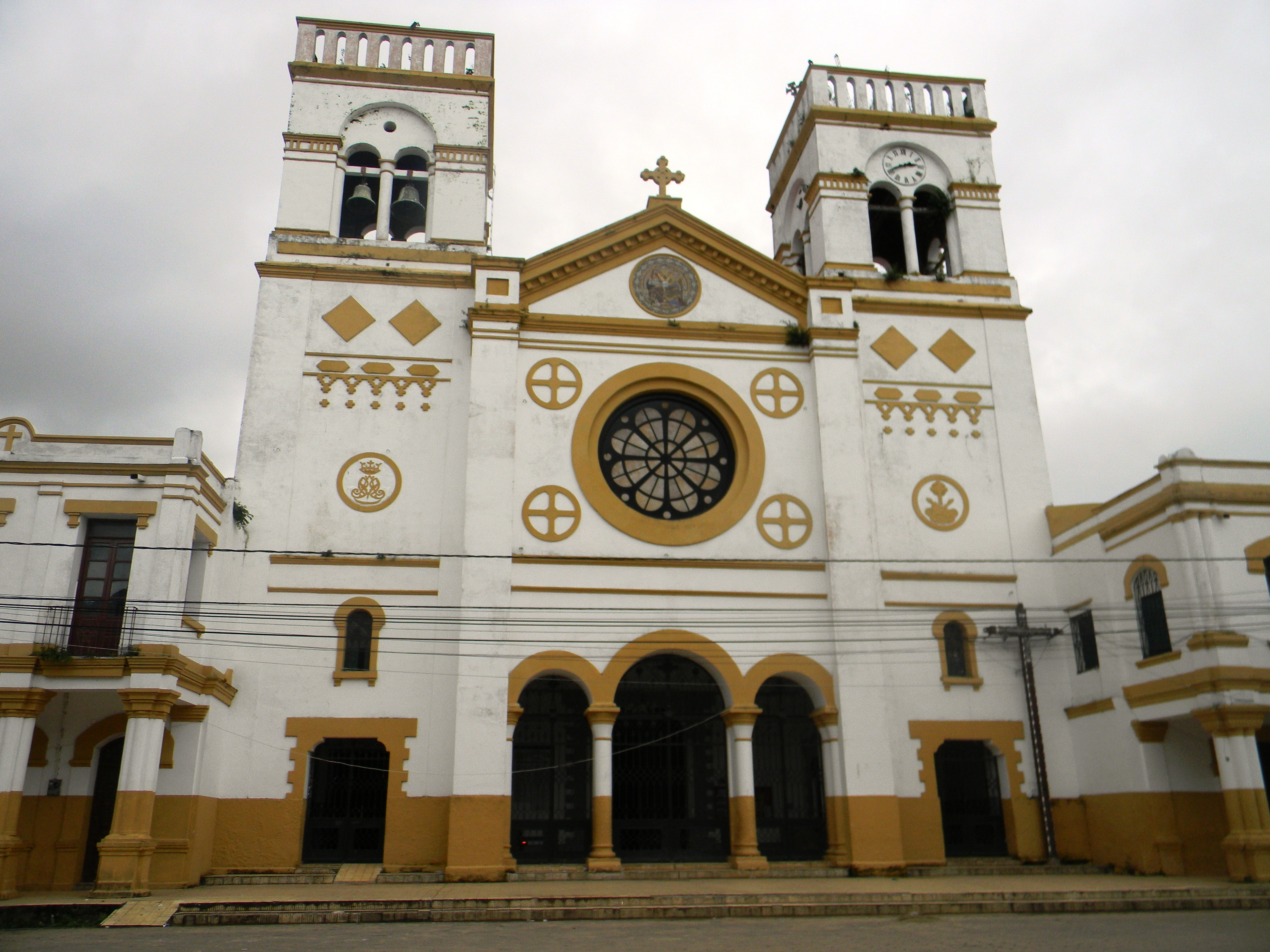
katedrála v Trinidadu